# Calarașovca
Calarașovca è un comune della Moldavia situato nel distretto di Ocnița di 2.292 abitanti al censimento del 2004

## Località
Il comune è formato dall'insieme delle seguenti località (popolazione 2004):
- Calarașovca (1.725 abitanti)
- Berezovca (567 abitanti)